# Lebanon (Missouri)
Lebanon város az USA Missouri államában. Lakosainak száma 15 013 fő (2020. április 1.).

## Népesség
A település népességének változása:

| 2010 | 14 474 |
| 2020 | 15 013 |